# 664

## Decese
- dată necunoscută: Xuanzang  (n. 602)